# Valente (imperador)
Flávio Júlio Valente (em latim: Imp. Caesar Flavius Iulius Valens Augustus; Cíbalas, 328 - Adrianópolis, 9 de agosto de 378) foi imperador romano de 364 até sua morte, recebeu de seu irmão Valentiniano I a parte oriental do Império. Seu pai era o general Graciano, o Velho.
Durante seu reinado, Valente enfrentou a rebelião do usurpador Procópio, empreendeu campanhas contra os godos, a oeste, e entrou em conflito com o Império Parta, a leste, por conta do controle da Armênia.
O episódio mais marcante de seu reinado foi a batalha de Adrianópolis (atualmente Edirne, na Turquia), em 9 de agosto de 378, na qual enfrentou um exército bárbaro confederado que incluía visigodos, ostrogodos, hunos e alanos. A batalha resultou desastrosa para os romanos e o próprio Valente nela pereceu. Dois terços do exército romano do oriente foram destruídos, no que contemporâneos e historiadores consideraram o princípio do fim da integridade territorial romana.
Valente era cristão ariano e perseguiu os cristãos nicenos.

## Origem familiar
Valente e seu irmão Valentiniano nasceram a 70 quilómetros a leste de Sirmio, na cidade de Cíbalas, respectivamente, em 328 e 321. Passaram a sua infância em terras compradas por seu pai, Graciano, o Velho, Britânia e África Proconsular. Enquanto Valentiniano tinha tido uma carreira brilhante, mesmo antes da sua aproximação ao título de Imperador, Valente passou a maior parte de sua juventude na propriedade da família e entrou para o exército apenas por volta de 360. Segundo os historiadores Sócrates de Constantinopla e João de Antioquia, Valente, assim como Valentiniano, teria problemas por ter-se declarado cristão sob o imperador pagão Juliano (governou entre 361 e 363), enquanto ocupou o cargo de protetor doméstico (protector domesticus); de acordo com historiadores modernos, este episódio pode corresponder à verdade, e parece que Valente (mas não Valentiniano) recusou-se a fazer um sacrifício exigido por Juliano, mas sem sofrer as consequências.
Em fevereiro de 364, reinava o imperador Joviano, que estava a caminho de Constantinopla para consolidar o seu poder, ele foi asfixiado durante uma parada em Dadastana, 150 km a leste de Ancira (atual Ancara). Valentiniano estava entre os agentes do imperador, e sua permanência no exército lhe tinha permitido uma promoção a tribuno dos escutários (tribunus scutariorum), juntamente com uma boa reputação. Quando iniciou-se o processo para eleger um novo imperador, Valentiniano foi uma escolha óbvia. Ele era ilírio como Joviano, e tinha ligações com o exército que havia escolhido o ex-imperador no verão anterior. Ao contrário de Joviano, no entanto, Valentiniano foi eleito, e não imposto, para o papel de imperador; foi proclamado Augusto a 26 de fevereiro de 364. Valente foi designado co-imperador por Valentiniano em 28 de março de 364, em Constantinopla, um mês após a ascensão deste último à dignidade imperial.
Dois meses depois, a caminho da Ilíria, os dois irmãos partilharam o império: na qualidade de Imperador Romano do Ocidente, Valentiniano ficou com as províncias da  Itália, Ilíria, Hispânia, Gália, Britânia e África Proconsular; Valente, como Imperador Romano do Oriente, recebeu a metade oriental da península dos Bálcãs, a Grécia, o Egito, a Síria e a Ásia Menor. Depois de meados de Agosto de 365, Valentiniano continuou em Mediolano, onde viveu por um ano antes de se juntar a Tréveris, que se manteve a sua capital até 375; Valente voltou a Constantinopla até o final de 364.

## Revolta de Procópio
Valente tinha herdado a porção oriental de um império que tinha acabado de se aposentar da maioria das suas posses na Mesopotâmia e Arménia no seguimento do tratado assinado por Joviano com o rei da Pérsia Sapor II. A prioridade de Valente para o inverno de 365 era avançar para o leste, com a intenção de recuperar a situação. Tendo chegado na Capadócia, no outono, vem a saber que um usurpador se tinha proclamado imperador em Constantinopla.
À sua morte, Juliano tinha deixado um parente vivo, um primo da parte da mãe chamado Procópio. Ele havia sido encarregado de comandar uma divisão setentrional do exército de Juliano durante a expedição na Pérsia, e não esteve presente na eleição imperial de Joviano. Enquanto isto havia tentado conter à distância o potencial poder rival, sob Valente Procópio foi sempre muito suspeito de abrigar o desejo de vingança. Depois de escapar de prisão, escondeu-se e voltou a descoberto para Constantinopla, onde ele conseguiu convencer duas divisões militares de passagem a proclamá-lo imperador a 28 de Setembro de 365. Parece que a recepção na cidade teria sido morna, mas de seguida Procópio conseguiu ganhar o favor da população com uma ação maciça propaganda: ele isolou a cidade no que respeita a notícias externas, e faz espalhar a palavra que Valentiniano estava morto; fez cunhar moedas que enfatizaram a sua ligação com a dinastia de Constantino, que, em seguida, legitimou pela viúva e filha de Constâncio II como uma fachada para seu regime. Esta abordagem recebeu algum sucesso, especialmente entre os soldados leais à dinastia de Constantino e aos intelectuais Orientais , que se sentiam perseguidos pelos Valentinianos.
Valente, entretanto hesitou: com a notícia da revolta considerou a ideia de abdicação e talvez até mesmo de suicídio. Mesmo quando ele conseguiu forças para lutar, os seus esforços foram prejudicados pelo fato de que a maior parte das suas tropas já havia passado da Cilícia para a Síria. No entanto, Valente pode enviar duas legiões ao encontro de Procópio, que facilmente as convenceu a passar para o seu lado. No mesmo ano Valente mesmo quase foi capturado num confronto perto de Calcedônia. Os problemas foram aumentados pela recusa de Valentiniano de fazer outra coisa além de defender o próprio território. O fracasso da resistência imperial permitiu a Procópio apossar-se da Diocese da Trácia e da Ásia.
Valente foi capaz de reunir tropas suficientes para lidar com Procópio só na primavera de 366, e marcharam de Ancira na Frígia, onde derrotou o general de Procópio, Gomoário, na Batalha de Tiatira; em seguida, enfrentou diretamente o rebelde em Nacoleia e convence as suas tropas para abandoná-lo. Procópio foi executado a 27 de maio e a sua cabeça foi enviada a Valentiniano em Tréveris.

## Primeira Guerra Gótica
O povo dos godos, alocados a norte, tinham apoiado a revolta de Procópio contra Valente, a qual foi aprendida de um plano da sua rebelião. Eles eram Tervíngios, um ramo dos visigodos agora sob o comando de Atanarico, e permaneceram em paz desde a sua derrota contra Constantino em 332. Na primavera de 367 Valente, com a ajuda do próprio sobrinho Graciano, imperador romano do Ocidente, atravessou o Danúbio e marchou contra Atanarico. Estes retiraram-se entre os Cárpatos, forçando Valente a desistir e voltar no verão. Na primavera seguinte uma inundação do Danúbio impediu o Imperador de atravessar o rio, e ele manteve as tropas ocupadas com fortificações. Em 369 atravessou novamente o rio, e atacou a tribo do nordeste os grutúngios antes de enfrentar e derrotar os Tervíngios de Atanarico. Este quis uma trégua, e Valente aceitou com satisfação. Este tratado parece ter parado muitas das relações entre as duas partes, incluindo o livre comércio e a troca de tributos com as tropas; perdas que Valente acusará nos próximos anos.

## Ameaça persa
Entre as razões para a formulação de um tratado de paz com os godos em 369 também foi a deterioração da situação no leste do império. Joviano havia renunciado à Arménia, em 363, e o xainxá Sapor II (r. 309–379) estava determinado a explorar a situação. Os iranianos começaram a trazer os senhores da Arménia do seu lado e destronou o rei arsácida Ársaces II, que prendeu e encarcerou. Sapor enviou uma força de invasão contra o Reino da Ibéria, na Geórgia de hoje, e um segundo exército contra o filho de Ársaces, Papa, na fortaleza de Artogerassa, provavelmente em 367. Na primavera seguinte, Papa conseguiu escapar e alcançar Valente em Marcianópolis, onde ele estava conduzindo a campanha contra os godos.
Valente enviou o general Arinteu voltar a colocar Papa no trono arménio já no verão seguinte na primeira ação contra os godos. Sapor reagiu invadindo novamente e devastou a região. Papa novamente conseguiu escapar e foi reintegrado pelos romanos escoltados por uma força muito maior em 370. Na primavera seguinte, Terêncio guiou uma força ainda maior para recuperar a Ibéria e proteger a Arménia, perto do monte Nifates. O contra-ataque de Sapor na Arménia foi bloqueado pelos generais Trajano e Vadomário em Vagabanta. Valente violou o tratado de 363 e, de seguida, defendeu com sucesso a sua posição. Uma trégua assfinada no ano da vitória assegurou uma paz temporária por cinco anos, enquanto Sapor estava empenhado contra uma invasão Cuchana a leste.
Nesse meio tempo, surgiram problemas com Papa, que veio para matar o patriarca arménio Narses I, o Grande e exigindo o controle de algumas cidades romanas, incluindo Edessa. Impulsionado por seus generais, e temendo que Papa tivesse passado para os persas, Valente tentou capturar o príncipe, e, em seguida, condena-lo à morte. No seu lugar, o imperador colocou outro arsácida, Varasdates, que governou sob a regência do asparapetes (comandante do exército arménio) Musel I Mamicônio, leal a Roma. Além disso Valentiniano morreu no decorrer de uma campanha contra os quados num acidente vascular cerebral, a 17 de novembro de 375. Os dois filhos de Valentiniano, e sobrinhos de Valente, Graciano e Valentiniano II, foram nomeados augusto pelas tropas em Panónia.
Isto não ajuda à situação com os persas, que novamente começaram a queixar-se do tratado de 363. Em 375, Valente preparou-se para uma expedição, que não foi realizada por causa da grande revolta na Isáuria das tropas estacionadas no leste. Como se não bastasse, em 377 os sarracenos comandados pela Rainha Mávia rebelaram-se, devastando os territórios da Palestina a Sinai. Embora Valente tenha sido capaz de acabar com as duas revoltas, lhe foi impedida a ação no leste.

## Rebeliões dos bárbaros
Os planos de Valente para uma campanha do oriente não se materializaram nunca. A transferência de tropas para o império do Ocidente em 374 tinha deixado muitas lacunas nas fileiras orientais, e para as preencher o Imperador ordenou uma ambiciosa acção de recrutamento. Não lhe chegou a notícia tão indesejável que os godos tinham sido expulsos de suas terras de residência pelos hunos em 375, e que eles estavam agora em busca de asilo. Em 376 os visigodos avançaram para a foz do Danúbio e enviaram um embaixador a Valente, o qual tinha feito a sua capital em Antioquia. Eles exigiram proteção e terras na Península Balcânica: estima-se que 200 mil godos estavam ao longo do Danúbio na Mésia e Dácia.
Como os seus conselheiros lhe fizeram rapidamente notar, estes bárbaros poderiam preencher as lacunas de seu exército até se reduzir a sua dependência das tropas provinciais, aumentando também os recursos do recrutamento fiscal. Entre os líderes dos godos que procuram asilo estava incluído Fritigerno, que tinha bons contatos com Valente desde o ano de 370, quando o havia ajudado na sua rebelião contra Atanarico, que estava perseguindo os cristãos godos. Embora pareça que muitos grupos pediram a entrada no Império, Valente o concedeu apenas a Fritigerno. Isto não evitou que os outros o seguissem.
Quando Fritigerno e os seus empreenderam a travessia, as tropas romanas foram mobilizadas para o leste, na fronteira persa e na Isáuria, onde estavam apenas tropas leves de fronteira, os limítanes. A escassez de homens impediu os Romanos de parar uma tentativa de cruzamento por um grupo de Godos em primeiro lugar, e, em seguida, de Hunos e de Alanos. O que começava como uma integração planeada tornou-se um fluxo descontrolado. A situação foi de mal a pior, dado que os comandantes romanos abusavam dos godos sob seu controle e, levantando-se em revolta em 377 derrotaram os Romanos na Marcianópolis.
Após a reunião dos Visigodos, Hunos e Alanos, as tropas bárbaras marcharam muito tempo antes de encontrarem um contra-ataque imperial, provenientes tanto do leste como do oeste. Os godos foram vitoriosos da batalha, que teve lugar numa floresta de salgueiros, e assumiram o controlo da Trácia. Em 378 Valente saiu da sua base oriental de Antioquia, a oeste, levando consigo todas as forças, exceto aquelas basilares para a defesa, que incluíam alguns godos, e chegou a Constantinopla a 30 de maio. Enquanto isso, os conselheiros de Valente, o conde Ricomero, e os seus generais Frigérido, Sebastião e Victor avisaram-no, pedindo-lhe para esperar Graciano que vinha da Gália com as suas legiões vitoriosas, coisa que Graciano tenazmente defendia. Os acontecimentos posteriores foram o resultado de orgulho de Valente, que com ciúmes do sucesso de seu sobrinho Graciano, queria a vitória para si.

## Batalha de Adrianópolis

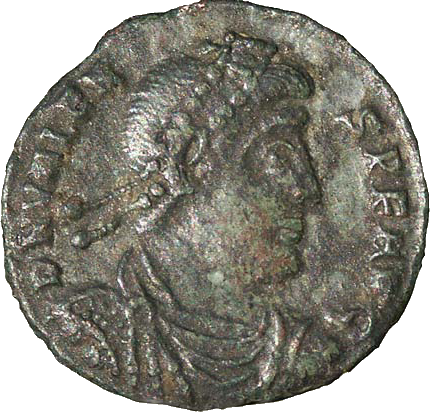
Moeda de Valente

Depois de uma breve paragem, a fim de reforçar as suas tropas e obter uma fortaleza na Trácia, Valente deixou a cidade, encontrando o exército bárbaro a 9 de agosto de 378; a fonte primária para a batalha é Amiano Marcelino.
As tentativas iniciais de negociação foram interrompidas quando uma unidade romana quebrou a formação dando-se início ao combate. Os romanos ainda estavam resistindo quando foram surpreendidos com a chegada da cavalaria goda que mandou o caos ao exército imperial. Valente tinha deixado uma boa parte das suas forças para proteger o seu tesouro pessoal. A ala direita da linha, a cavalaria, chegou ao arraial diante do inimigo da asa esquerda, cansada sem apoio estratégico.
Enquanto isto, Fritigerno enviou ainda um emissário com propostas de paz, na sua contínua manipulação da situação. O atraso resultante mostrou o desgaste sofrido pelos Romanos. Os recursos do exército eram ainda diminutos quando um ataque fora de tempo por parte dos arqueiros tornou necessário recordar o emissário de Valente, o conde Ricomero. Os arqueiros foram espancados e recuaram.
De seguida, a cavalaria dos Godos atacou sob o comando de Alteu e Safrace, e a cavalaria romana teve que sucumbir, no que foi provavelmente o evento decisivo da batalha. A infantaria, abandonada à sua sorte, foi cercada e cortada em pedaços. Valente ficou ferido e foi transportado para a sua tenda. Os Godos cercaram-na e começaram a disparar, sem saber de seu precioso hóspede; de acordo com Amiano Marcelino este foi o fim do imperador. No final da batalha, dois terços do exército Imperial estavam mortos no terreno. Foram também mortos muitos dos oficiais; o que restou do exército foi conduzido pela noite por conde Ricomero e o general Vitor.
A batalha foi um duro golpe para Roma: o imperador Graciano, de dezanove anos, foi esmagado pelo desastre e não foi capaz de lidar com a catástrofe que se seguiu até que foi nomeado Teodósio novo imperador do Oriente.

## Herança de Valente
A batalha de Adrianópolis foi o evento mais importante na carreira de Valente. Foi também muito importante em outro aspecto: a evolução da guerra. Até este momento a infantaria romana era considerada invencível, e isto tinha sido provado inúmeras vezes em batalha. Mas a cavalaria Gótica mudou completamente o modo romano de combater: mesmo não havendo dados relativos ao século V, ao longo do IV e século VI a cavalaria tornou-se a espinha dorsal do exército imperial terrestre.
Embora tenha demonstrado talento como administrador, as perseguições de cristãos da Niceia e de filósofos pagãos, os seus vãos esforços para obter êxitos militares e a sua obtusidade certamente não o cobriram de glória. A morte chegou numa batalha tão desastrosa e marcou o culminar de uma carreira lamentável. Isto torna-se particularmente verdade com a análise dos efeitos da derrota relatado em Adrianópolis. Isto marcou o início do fim da integridade territorial do final do Império, e era óbvio até mesmo para os contemporâneos. Amiano entende que esta foi a pior derrota desde a Batalha de Canas, e o oficial bizantino Rufino a chamou de "o início de males para o Império Romano, agora e mais tarde."

### Abordagem da natureza religiosa do império
Durante o seu reinado, ele teve de resolver questões teológicas introduzidos durante o reinado de Juliano, que tinha re-introduzido os cultos pagãos. A sua tentativa reacionária havia tirado vantagem das divisões internas dos cristãos e a permanência de ritos pagãos nas fileiras do exército. Apesar do amplo apoio, as suas ações foram consideradas excessivas, e foi tratado com desdém, antes da sua morte, numa campanha contra os persas, então considerado um sinal de Deus.
Como os irmãos Constâncio II e Constante I, Valente e Valentiniano tinham diferentes crenças religiosas: Valente era Ariano e Valentiniano  adotara o Credo Niceno. Com a morte de Valente, em qualquer caso, a história do arianismo no Império Romano oriental chegou ao fim: o seu sucessor Teodósio iria de fato impôr o Credo Niceno pelo Édito de Tessalónica.